# دشه

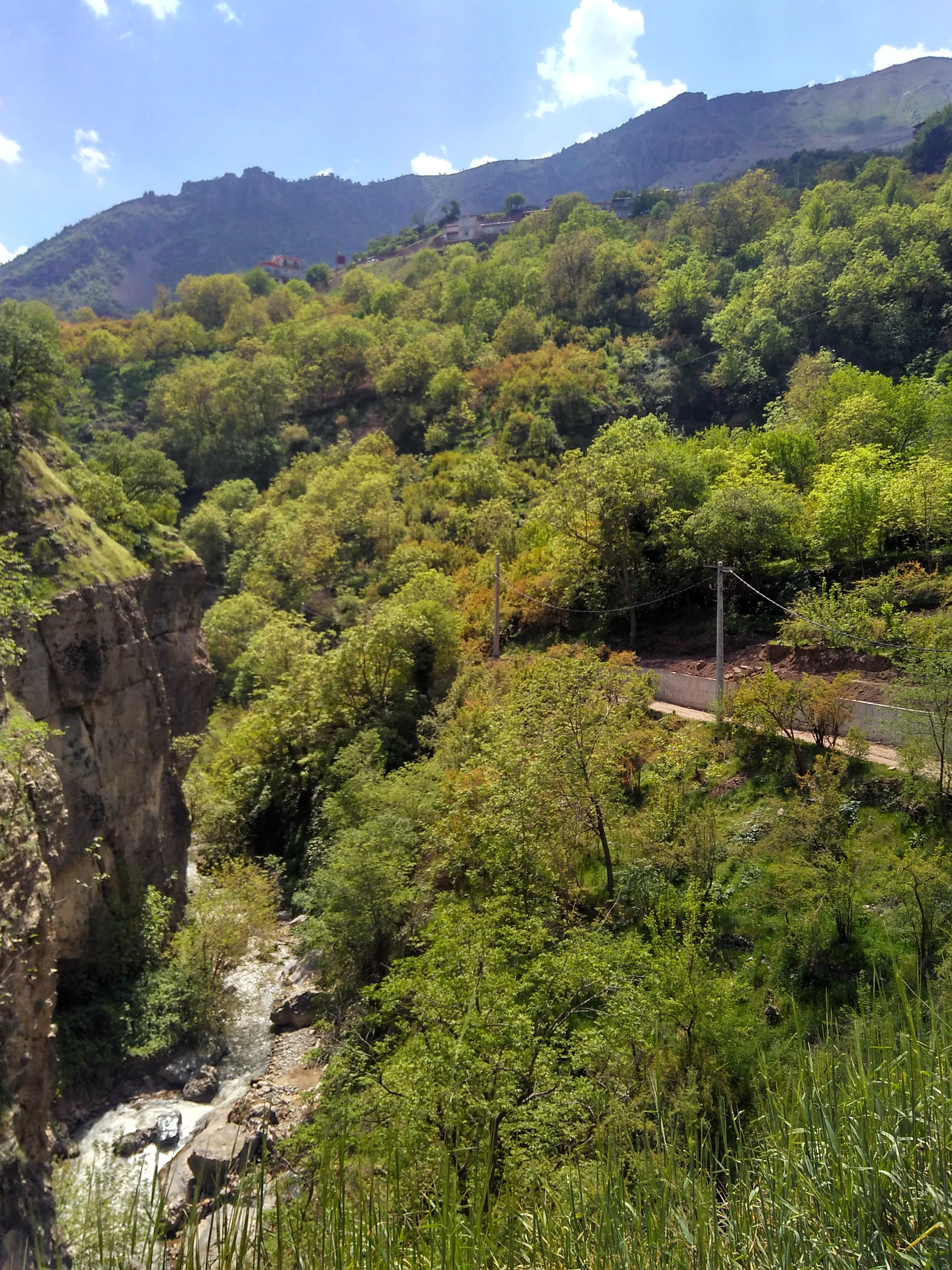
روستای دشه، شهرستان پاوه کرمانشاه

دشه روستایی در شمال غربی استان کرمانشاه است.
روستای دشه در شهرستان پاوه قرار دارد و با شهر پاوه ده کیلومتر فاصله دارد.
به زبان هَورامی تکلم می‌کنند.
دشه در دامان کوه بَرُوژ واقع شده‌است تَپه‌دول پوشیده از درخت در مقابل آن قرار گرفته.
آب آشامیدنی آن از چشمهٔ سَرتاویران تأمین می‌گردد.
تعدادی از اهالی دامدار وعده‌ای باغدار می‌باشندو گروهی نیز در شغل‌های دولتی شاغل وبقیه کارهای مناسب با فصل و زمان خاص را انجام می‌دهند مانند سقزچینی گردو شکنی توت فروشی پرورش مقطعی دام (چوب داری)
جمعیت آن بالغ بر۱۸۰۰ نفر در تابستان ۱۳۸۶ برآورد شده‌است.
روستای دشه تقریباً در شمال غربی شهرستان پاوه قرار گرفته‌است. این روستا از نظرآب وهواهمانند شهرستان‌های اطراف، معتدل کوهستانی است و به همین دلیل دارای چشمه‌های خدادادی متعددی است.
اماعلت نام‌گذاری روستا را می‌توان برگرفته از کلمهٔ دژ به معنی قلعه دانست، چرا که در قسمت شرقی روستا قلعه‌ای به اسم قلعهٔ پاسکَه (همان پاسگاه)وجود دارد که به مرور کلمهٔ دژ به دشه تبدیل شده‌است. لازم است ذکر شود که از این قلعهٔ باستانی حال چیزی جز گودالی حوض مانند در میان تخته سنگی واقع در محدودهٔ قلعه باقی نمانده‌است.
کوه بَرُوژ = به‌روژ قله‌ای است مشرف بر روستا و از مرتفع‌ترین نقاط آن می‌باشد. کوپایهٔ آن به سه قسمت تقسیم می‌شود: که در قسمت شمالی آن روستا و در قسمت جنوبی آن ییلاق کْرِنْ و در قسمت غربی آن نیز مرتع زیبای دَرَتفی قرار دارند؛ و از دیدنی‌های روستا می‌توان به منطقهٔ ییلاقی هیلاوو اشاره کرد که جدیداً به دلیل احداث جاده دسترسی به آن آسان‌تر شده‌است، قبلاً به دلیل وجود چشمهٔ جوشان و هوای مطبوع ییلاقی مناسب برای دامداران روستا بود که در اواخر فصل بهار و فصل تابستان به آنجا کوچ می‌کردند و از مراتع و چراگاه‌های مناسب آنجا برای چرای دامهایشان بهره می‌جستند. از جاهای زیبای روستا می‌توان به تَپه‌دول اشاره کرد که جنگلی انبوه و زیبا آن را پوشانیده است؛ و اما از مکان‌های دیدنی ممتاز روستا می‌توان به چشمهٔ خروشان هانه‌کوان و قهوه خانهٔ سنتی آن اشاره کرد. این چشمه در پایین دست روستا قرار دارد و نیز از بزرگ‌ترین چشمه‌های منطقهٔ اورامان می‌باشد، این مکان هر ساله شاهد گردشگران زیادی از سراسر ایران و حتی خارج از کشور است. در حال حاضر نیز پروژه انتقال آب این چشمه برای تأمین آب شرب ساکنین شهر پاوه در حال اجرا است.
از نظر آموزشی در این روستا یک دبستان و یک مدرسه راهنمایی وجود دارد که در حدود ۶ تا ۷ سال است که مکان آن به جای جدید انتقال یافته‌است، همچنین با پیگیری‌های کارکنان مدرسه راهنمایی توانسته‌اند که سال اول دبیرستان را نیز در این مدرسه تحت پوشش خود قرار دهند.
تا حدود ۱۰ سال پیش اکثر مردم روستا دامدار بوده‌اند ولی هم‌اکنون افراد معدودی در روستا مشغول به این کار هستند، درآمد مردم روستا بیشتر مربوط به شغل‌های آزاد و شغل‌های فصلی مانند خرید و فروش خشکباری همچون گرد و توت و …، سقزچینی و … مشغول هستند، برخی از اهالی زنبوردار و برخی دیگر نیز باغدارند و تعدادی از اهالی هم به شغل‌های دولتی مشغول‌اند.
همان‌طور که گفته شد آب شرب مردم روستا از آب چشمهٔ سَرتاویران تهیه می‌شود که در مرکز روستا واقع شده‌است. از چشمه‌های دیگر روستا می‌توان به چشمه‌های هانه‌کوان، سْیاسه‌ر، هه‌والیس، دَرَتْفی، هیلاوو، هانه‌گل و …" اشاره کرد.
از محصولات روستا می‌توان به گردو، توت، و انار اشاره کرد.
این روستا اخیراً پیشرفت‌های زیادی داشته‌است. یکی از پیشرفت‌های این روستا آسفالت معابر اصلی روستا می‌باشد که در مرداد ماه ۱۳۹۶ به پایان رسید.
و از میان شخصیت‌های برجستهٔ روستای دشه می‌توان به؛ ملا محمود دشی، علامه عبدالله دشی، ملا محمود مفتی‌زاده (پدر کاک احمد مفتی‌زاده)، برهان الدین مهری، ماموستا خالد مفتی‌زاده، دکتر محمد صدیق مفتی‌زاده (خانواده مفتی‌های هورامان)، شیخ حبیب‌الله نقشبندی، میرزا عنایت الله دشه‌ای و …

## رانش زمین
در بهمن ۱۴۰۱ اعلام شد که روستای دشه با پدیدۀ رانش زمین مواجه شده‌است.